# Guy Le Jaouen
Guy Le Jaouen, né le 30 août 1933 au Creusot (Saône-et-Loire) et mort le 3 décembre 2014 à Feurs (Loire), est un syndicaliste agricole et un homme politique français.

## Biographie
Cadre de la FNSEA dans le département de la Loire, Guy Le Jaouen fait partie de ces notables sociaux et politiques attirés par le Front national au milieu des années 1980. Il mène la liste FN aux élections législatives de 1986 dans la Loire, qui obtient 12,9 % des suffrages exprimés ; il est élu député.
Le 24 février 1988, Guy Le Jaouen annonce son ralliement au RPR. Il déclare : « Le combat politique du Front national ne se situe plus contre nos véritables adversaires marxistes et socialistes, mais contre nos alliés naturels, UDF et RPR. À l'évidence, c'est une attitude qui favorisera l'élection du candidat socialiste au second tour de l'élection présidentielle. C'est une faute grave, car elle engendre un ressentiment chez nombre d'électeurs ».
Il ne se représente pas à la députation après la dissolution de l'Assemblée nationale par le président François Mitterrand, réélu. D’après Le Monde du 12 mars 1988, le ralliement de Guy Le Jaouen, comme celui de Jean Durieux puis d’Édouard Frédéric-Dupont s’explique par une « opération de séduction et d’absorption » de Jacques Chirac et Charles Pasqua envers les députés et conseillers régionaux FN issus de la droite. Il s'agit d'un retour au bercail des élus les plus conservateurs.
Il meurt le 3 décembre 2014.